# Potsdamer Glockenspiel

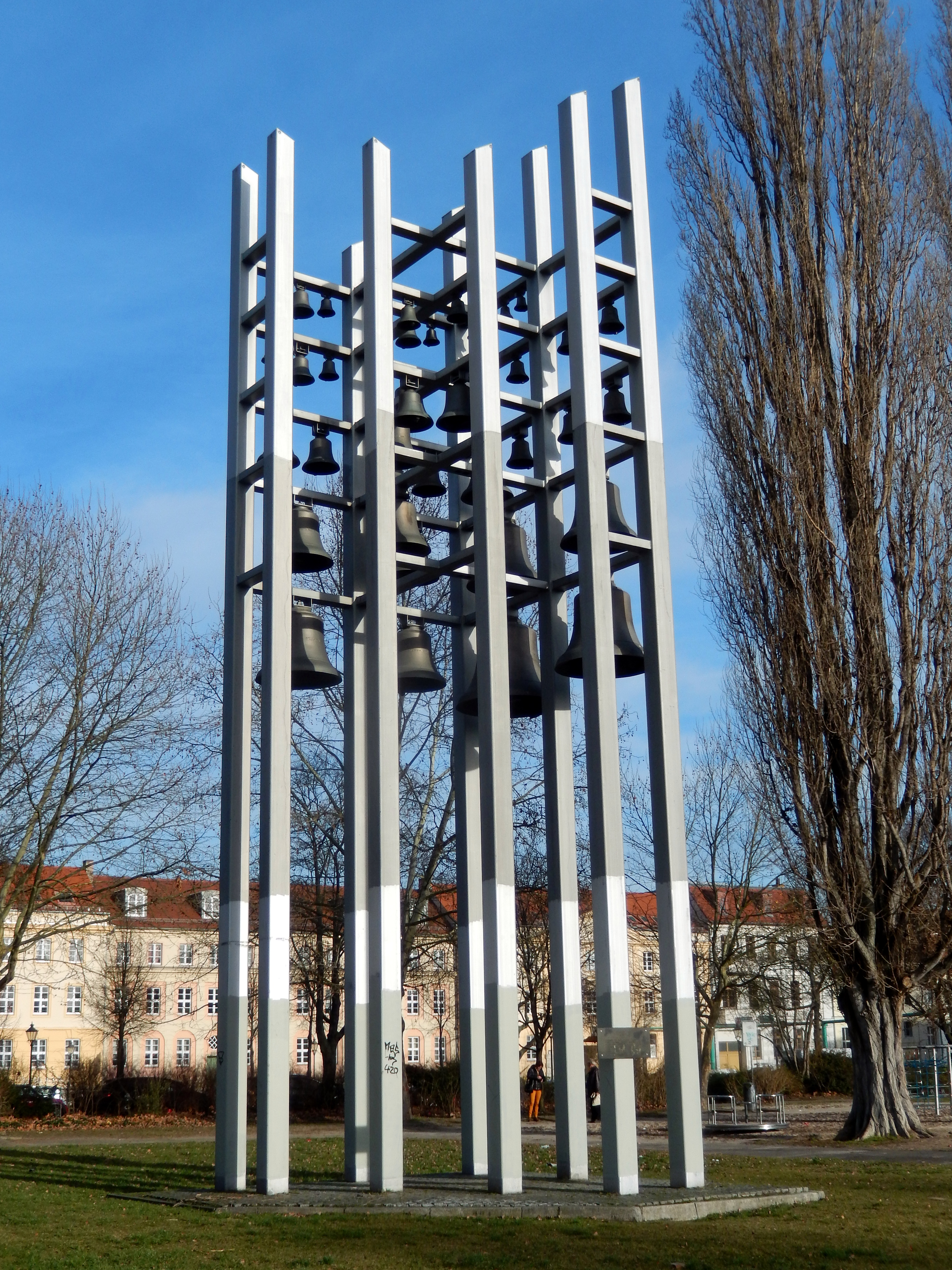
Potsdamer Glockenspiel

Das Potsdamer Glockenspiel (oder Glockenspiel der Garnisonkirche) auf der Plantage in Potsdam, ist die Nachbildung des historischen Carillons der Garnisonkirche etwa 200 Meter nördlich des ursprünglichen Standortes. Seit Juli 2021 steht es unter Denkmalschutz.

## Geschichte

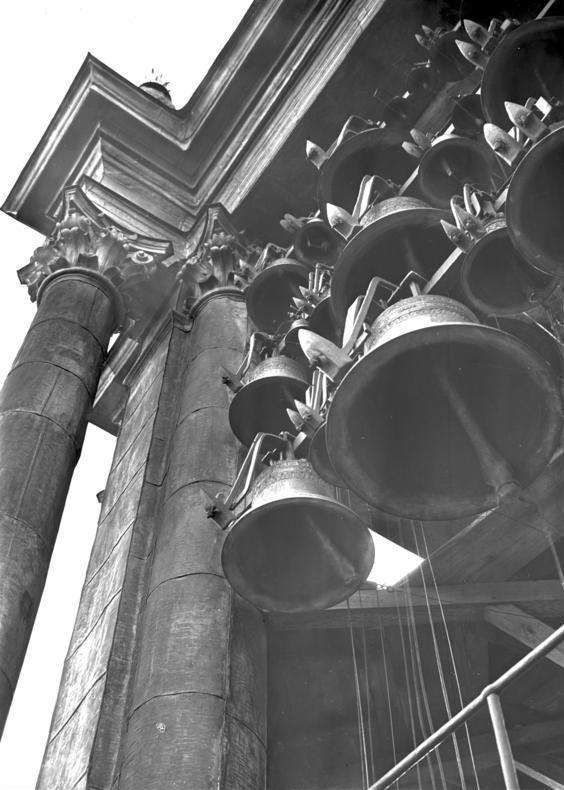
Glockenspiel der Garnisonkirche vor 1945

Bereits im kleinen Turm der ersten Garnisonkirche war seit 1722 ein Glockenspiel des Amsterdamer Gießers Jan Albert de Grave (1666–1734) installiert, das ursprünglich für das Fortunaportal vorgesehen war. Vorbild war das Glockenspiel des Amsterdamer Munttoren. Als wegen des sumpfigen Untergrunds das gesamte Bauwerk abgerissen wurde, montierte man 1730 die 35 Glocken des Glockenspiels aus. Der Glockenspielbauer Arnoldus Carsseboom (1684–1758), der gleichfalls aus Amsterdam stammte, baute 1734–35 in der Turmlaterne im vierten Geschoss des neuen Kirchturms das Glockenspiel wieder ein, nun ergänzt durch fünf große Bassglocken, die in Berlin durch Johann Meurer gefertigt wurden. Das Glockenspiel war in seiner erweiterten Form, so meinte etwa Friedrich Nicolai 1786 in seiner Beschreibung der königlichen Residenzstädte Berlin und Potsdam, „eins der schönsten in Europa und hat weit größere und stärkere Glocken als das auf der Parochialkirche in Berlin.“
Der letzte Kantor der Garnisonkirche, Otto Becker (1870–1954), arrangierte etwa 200 geistliche und weltliche Lieder für das Glockenspiel; der Rundfunk übertrug viele seiner Konzerte. Die Glocken der Garnisonkirche an der Breite Straße, Ecke Dortustraße, erklangen zum letzten Mal in der Bombennacht des Zweiten Weltkriegs am 14. April 1945; im Feuer des Bombenbrandes schmolzen sie.
Die Traditionsgemeinschaft Potsdamer Glockenspiel e.V., eine Initiative von Oberstleutnant Max Klaar, errichtete 1987 auf dem Paradeplatz der Winkelmannkaserne der Bundeswehr in Iserlohn aus Spendengeldern eine Nachbildung des Glockenspiels der Potsdamer Garnisonkirche, die an die preußische Tradition erinnern sollte. Nach der Wiedervereinigung wurde sie der Stadt Potsdam geschenkt und nach kontroversen Diskussionen am 14. April 1991 auf dem Plantagenplatz aufgestellt.

## Bauwerk
Das Carillon besteht aus 40 Glocken. Die größte wiegt 1900 Kilogramm und hat einen Durchmesser von 1,5 Metern. Das Glockenspiel kann manuell oder auch automatisch gespielt werden. Wie seit 1797 erklingt zu jeder vollen Stunde die Melodie Lobe den Herren und zu jeder halben Stunde das Lied Üb immer Treu und Redlichkeit.
Im August 2019 wandten sich namhafte Wissenschaftler und Kulturschaffende mit einer Petition an den Potsdamer Oberbürgermeister und den Bundespräsidenten als Schirmherr des Wiederaufbauprojektes und forderten den Abriss des nachgebauten Glockenspiels wegen dessen revisionistischen, rechtsradikalen und militaristischen Inschriften. Am 5. September 2019 ließ der Oberbürgermeister Mike Schubert das Schlagwerk des Glockenspiels vorläufig abstellen. Das Leibniz-Zentrum für Zeithistorische Forschung wurde um ein Gutachten zur Bewertung gebeten. Nach Einschätzung von Paul Nolte, dem Vorsitzenden des wissenschaftlichen Beirats der Stiftung Garnisonkirche Potsdam, sind die Inschriften unzumutbar.
Die Prüfung führte jedoch dazu, dass das Brandenburgische Denkmalamt das Glockenspiel im Juli 2021 in die Denkmaldatenbank aufnahm. Als Begründungen wurden genannt: „Als freistehendes, großdimensioniertes Objekt im öffentlichen Raum komme ihm eine städtebauliche Bedeutung zu. Es müsse als eigenständiges Denkmal der jüngeren Zeitgeschichte gesehen und bewertet werden, auch wenn es im historischen Kontext der Geschichte der Garnisonkirche stehe.“